# Peperomia macrostachya
Peperomia macrostachya är en pepparväxtart som först beskrevs av Vahl, och fick sitt nu gällande namn av Albert Gottfried Dietrich. Peperomia macrostachya ingår i släktet peperomior, och familjen pepparväxter. Utöver nominatformen finns också underarten P. m. nematostachya.